# 맥박치는 감정
《맥박치는 감정》(脈打つ感情 먀쿠우츠칸조오[*])는 일본의 여성 아이돌 그룹 히나타자카46의 두 번째 음반. 2023년 11월 8일에 소니 레코드에서 발매되었다.

## 개요
2020년에 발매된 음반인 《히나타자카》부터 3년 1개월만이다.